# Eirik Lodén
Eirik Lodén, född den 26 februari 1975 i Stavanger, är en norsk poet, översättare och litteraturkritiker. Utöver sin egen produktion av poesi har han även översatt utländsk lyrik. Han var 2006-2008 med i redaktionen för den norsk-svenska kulturtidskriften Aorta.